# Объединение за демократию и прогресс (Нигер)
Объединение за демократию и прогресс (фр. Rassemblement pour la Démocratie et le Progrès) — политическая партия в Нигере, основанная в 1997 году как правящая партия при президенте Ибрагиме Маинассаре.

## История
Национальный союз независимых за демократическое обновление был создан в 1996 году для поддержки Ибрагима Баре Маинассары на президентских выборах. Позднее в том же году эта партия выиграла парламентские выборы. Однако в следующем году Национальный союз независимых за демократическое обновление был распущен и заменен на Объединение за демократию и прогресс. На национальном конгрессе новой партии 20 августа 1997 года лидером был избран Хамид Альгабид.
После того, как Маинассара был убит в ходе военного переворота в апреле 1999 года, новый переходный военный режим провёл выборы в конце года. Одна фракция партии выдвинула кандидатом на президентских выборах Хамида Альгабида, а другая поддержала вице-председателя партии Амаду Сиссе. Внутрипартийный спор был передан в суд, который принял кандидатуру Альгабида. Спор привёл к тому, что фракция Сиссе отделилась и сформировала Союз за демократию и республику. На выборах Альгабид занял четвертое место из семи кандидатов в первом туре с 10,83 % голосов, а во 2-м туре он поддержал Махамаду Иссуфу из Партии за демократию и социализм Нигера. Однако некоторые члены партии не согласились с этим решением и вместо этого поддержали Мамаду Танджу из Национального движения за развитие общества, который выиграл 2-й тур у Иссуфу. На парламентских выборах 1999 года партия получила 8 мест в Национальном собрании, а после выборов перешла в оппозицию вместе с Партией за демократию и социализм Нигера.
Альгабид был переизбран президентом партии на новый трёхлетний срок на партийном съезде 23 января 2001 года, хотя диссидентская фракция во главе с Иди Анго Омаром выступила против выдвижения Альгабида. После своего переизбрания Альгабид заявил, что «непосредственной целью партии» было «обеспечить открытие международной комиссии по расследованию убийства президента Маинассары». В Национальном собрании партия предложила отменить амнистию для участников государственных переворотов 1996 и 1999 годов, но 21 апреля 2001 года это предложение было отклонено подавляющим большинством депутатов. Наряду с другими оппозиционными партиями Объединение за демократию и прогресс участвовало в демонстрации из 3 тыс. человек в Ниамее 7 апреля 2002 года незадолго до годовщины убийства с требованием международного расследования.
На всеобщих выборах 2004 года Альгабид снова был кандидатом в президенты, заняв последнее место из шести кандидатов с 5 % голосов. Во 2-м туре партия поддержала действующего президента Мамаду Танджу. На параллельных парламентских выборах партия получила 6,5 % голосов и 6 из 113 мест Национального собрания, а пять лет спустя, на парламентских выборах 2009 года, Объединение за демократию и прогресс получило 7 мест парламента.
Партия не выдвигала кандидата в президенты на выборах 2011 года, но в результате парламентских выборов сохранила за собой 7 мест в Национальном собрании. На выборах 2016 года число депутатских мест от партии сократилось до 3, и партия вновь не участвовала в президентских выборах. На парламентских выборах 2020 года партия получила 2 из 171 места в Национальном собрании.

## Участие в выборах

### Президентские выборы
| Выборы | Кандидат       | Голоса  | %       | Голоса  | %       | Результат |
| Выборы | Кандидат       | 1-й тур | 1-й тур | 2-й тур | 2-й тур | Результат |
| ------ | -------------- | ------- | ------- | ------- | ------- | --------- |
| 1999   | Хамид Альгабид | 206 763 | 10,8    | -       | -       | Поражение |
| 2004   | Хамид Альгабид | 119 153 | 4,8     | -       | -       | Поражение |

### Парламентские выборы
| Выборы | Лидер          | Голоса  | %    | Мест     | +/- | Позиция |
| ------ | -------------- | ------- | ---- | -------- | --- | ------- |
| 1999   | Хамид Альгабид | 193 080 | 10,9 | 8 из 83  | ▲ 8 | 4       |
| 2004   | Хамид Альгабид | 149 825 | 6,5  | 6 из 113 | ▼ 2 | 5       |
| 2009   | Хамид Альгабид | 314 193 | 10.4 | 7 из 113 | ▲ 1 | 3       |
| 2011   | Хамид Альгабид | 193 080 | 10,9 | 8 из 113 | ▲ 1 | 4       |
| 2016   | Хамид Альгабид | 113 141 | 2,37 | 3 из 171 | ▼ 5 | 12      |
| 2020   | Хамид Альгабид | 100 363 | 2,13 | 2 из 171 | ▼ 1 | 10      |